# Callia annulata
Callia annulata är en skalbaggsart som beskrevs av Maria Helena M. Galileo och Martins 2002. Callia annulata ingår i släktet Callia och familjen långhorningar. Inga underarter finns listade.